# 血幅

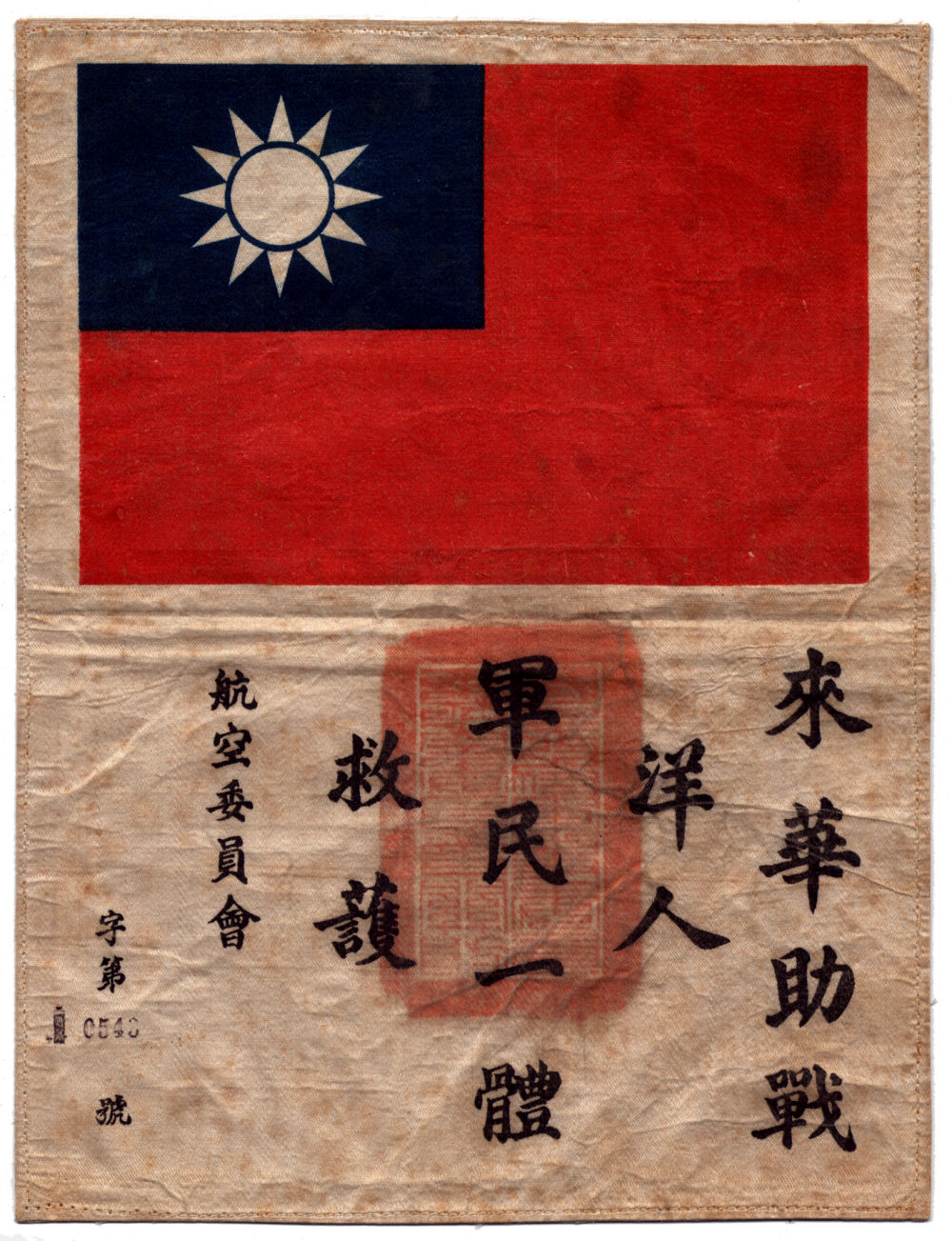
向美国志愿航空队（飛虎隊）颁发的血幅，上书“來華助戰洋人，軍民一體救護”。

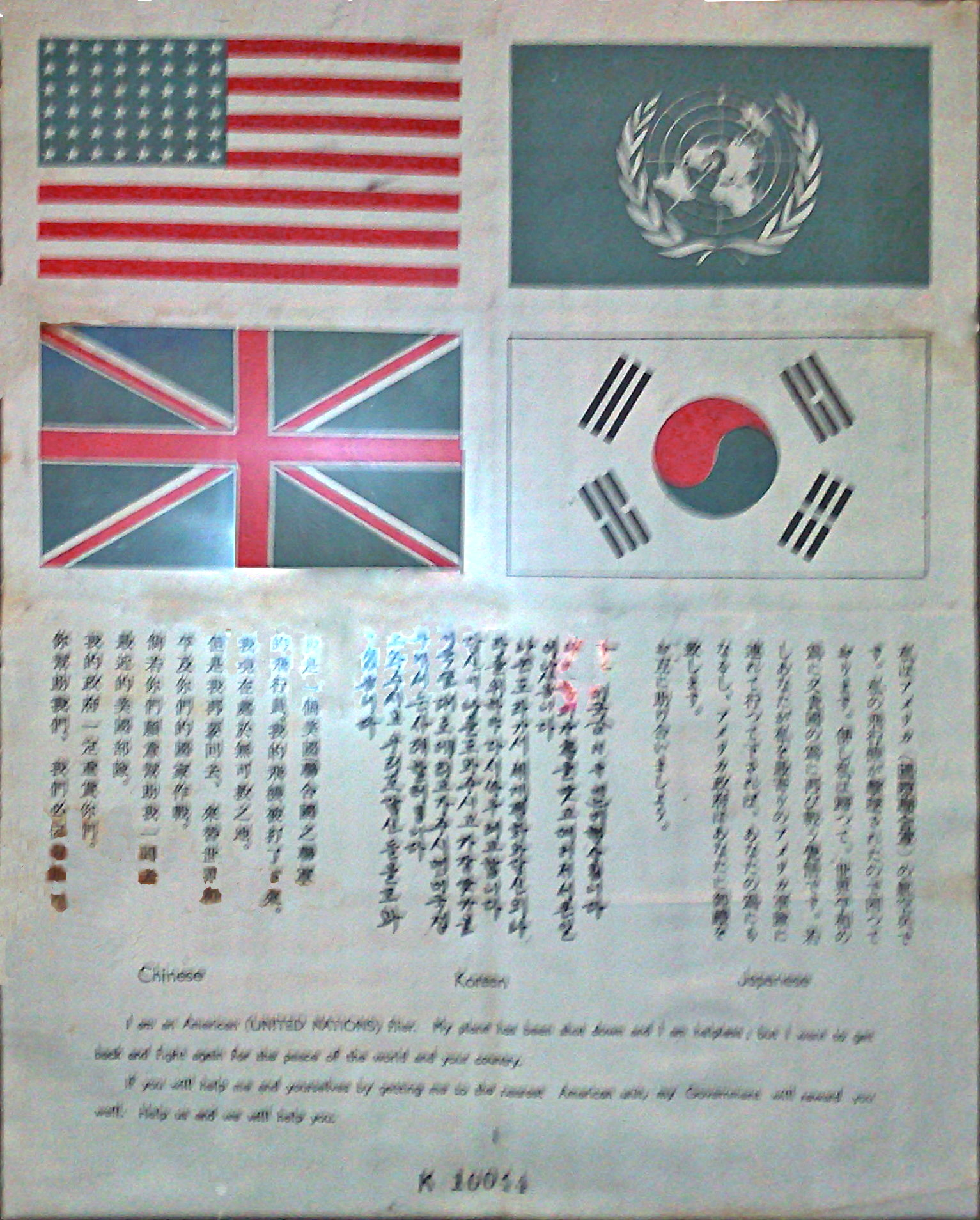
朝鲜战争中联合国军飞行员携带的血幅。

血幅（英語：Blood chit）是飞行员所使用的身份证明，以在被击落的情况下向外国平民传达資訊并请求他们的协助，有时也被称作“人物證明書”。英文中一词来自于18世纪的英式英语，起源自印地语“Citthi”。

## 歷史
血幅最初在1793年法国热气球飞行员让·皮埃尔·布朗夏尔在美国演示热气球时使用，由于他不会说英语，且他无法控制热气球的着陆地点，因此美國總統乔治·华盛顿写了一封信给他，内容为请求所有遇到他的美国公民协助他返回费城。
第一次世界大戰期間，飛往印度和美索不達米亞的英國皇家飛行隊飛行員攜帶了一張寫用四種當地語言印製的“goolie chit”，上面寫有會承諾獎勵任何將一名毫髮無傷的英國飛行員帶回英國戰線的人。英國軍官約翰·馬斯特斯在自傳中記載，英阿戰爭期間，英屬印度西北邊境省（1901-1955）（現為巴基斯坦）的帕坦族婦女會斬首並閹割被俘的非穆斯林士兵，比方說英國人和錫克教徒。
在中国抗日战争中，美国志愿航空队（飛虎隊）的成员随身携带着带有中文的血幅，以告知中国民众该外国飞行员是在中国一方作战，并请他们协助他。以下是一个例子：

“我是一个美国飞行员，我的飞机被摧毁了。我不会说你们的语言，我是日本人的敌人。请给我食物，并将我带到最近的盟军军营，你会得到奖赏。”
在1941年美国正式对日宣战后，美军机组成员的救生包中带有50种不同语言的血幅，承诺协助者将会得到奖赏，并绘有美国国旗以供识别。在亚洲作战的美军飞行员通常将血幅缝在他们的飞行员夹克上。有些特定的部队的飞行服上亦带有血幅。
到了韓戰時期，來到韓國的聯合國士兵們也會攜帶寫有中文、韓文、日文和英文的血幅。

## 相册

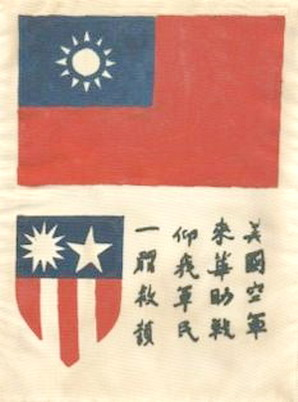
带有中缅印战区标志的血幅
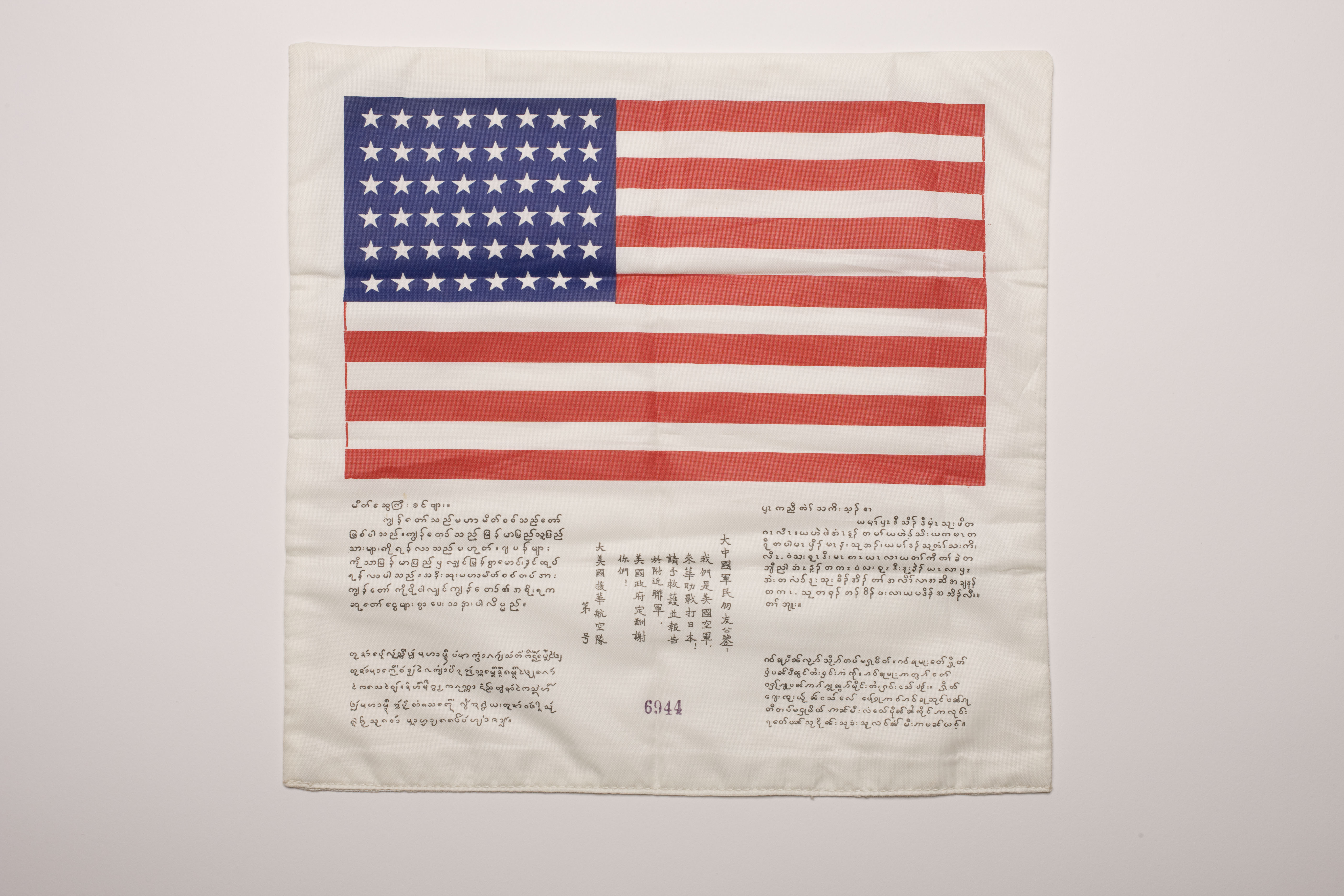
於中緬印戰區所使用的多語言血幅
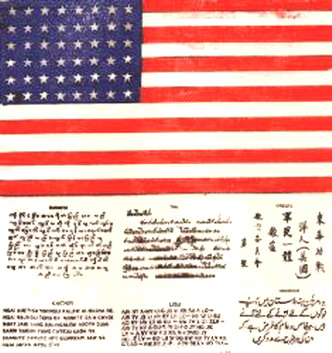
6种语言的血幅
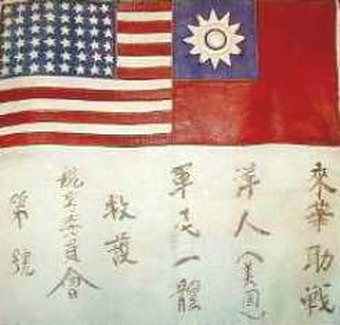
皮革制血幅
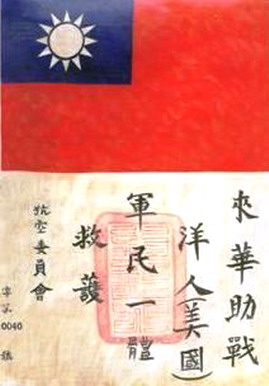
加注美国名称的血幅
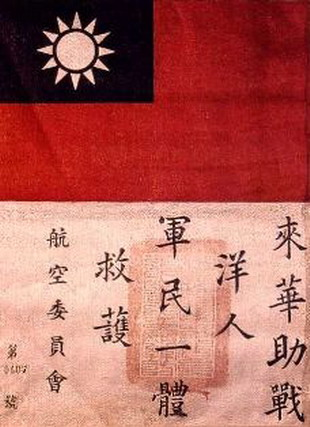
血幅
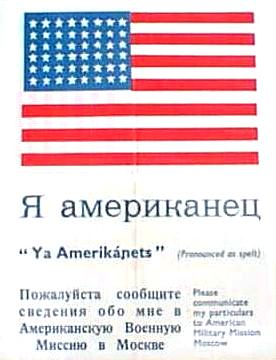
二戰時期寫有俄文的血幅
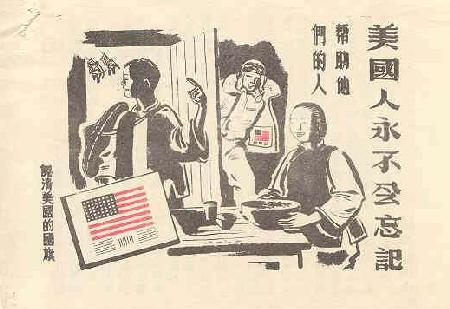
介绍血幅的中文海报：“美国人永不会忘记帮助他们的人”
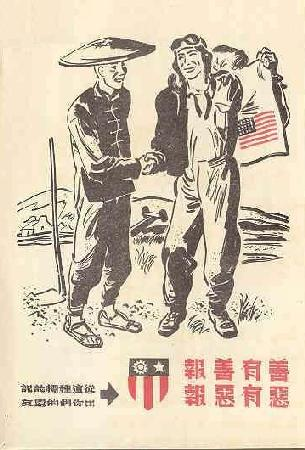
“善有善报，恶有恶报”
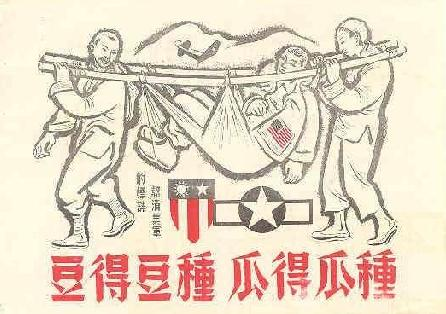
“种瓜得瓜，种豆得豆”